# 니콜 호스프
니콜 호스프(독일어: Nicole Hosp, 1983년 11월 6일~)는 오스트리아의 은퇴한 알파인 스키 선수이다. 올림픽에 3번 참가하여 2006년, 2014년 동계 올림픽에서 은메달 2개, 동메달 1개를 획득했다.